# Белошейная цапля
Белошейная цапля (лат. Ardea pacifica) — вид птиц семейства цаплевых, ведёт дневной образ жизни. Встречается в пресноводных водоёмах Австралии, Индонезии, Новой Гвинеи и Новой Зеландии. Популяции этого вида ведут кочевой образ жизни, перемещаясь с одного водоёма на другой. Пользуясь проливными дождями и наводнениями, белошейные цапли нередко заходят на территории, которые ранее не занимали.

## Описание
Водная птица серого цвета с чёрными пятнами в нижней части горла и белой шеей. В сезон размножения на спине и груди появляются брачные перья сливового цвета. Длина тела белошейной цапли составляет от 76 до 105 сантиметров, размах крыльев от 147 до 160 сантиметров. Клюв чёрный, глаза зелёных оттенков. Ноги и ступни чёрного цвета.

## Рацион питания
Белошейные цапли питаются пресноводными мидиями, рыбой, креветками, пресноводными ракообразными, ящерицами, земноводными.
Птенцов кормят отрыгнутыми головастиками. Соревнуясь за пищу, птенцы выталкивают из гнезда более мелких детёнышей.

## Среда обитания и образ жизни
Обычно белошейная цапля встречается на мелководных заболоченных территориях. Добывают пищу поодиночке или парами. Могут воровать еду у других видов птиц. Когда водоём пересыхает, цапли перелетают на другой водный источник.

## Размножение
Гнездо белошейной цапли строится самцом, на дереве из крупных веток до 2 метров в длину, обычно находится на высоте около 15 метров. Сезон гнездования длится с сентября по декабрь. Яйца светло-сине-зелёного цвета, инкубируются предположительно 30 дней до вылупления. Кладка обычно состоит из 4 яиц, но известны случаи и до 6 штук в одном гнезде. Яйца инкубируют оба родителя, сменяя друг друга. После вылупления родители чередуют смены, чтобы прикрывать птенцов крыльями, не давая им нагреваться от солнечных лучей. Когда детёныши начинают летать, они навсегда покидают гнездо родителей.